# 聖瑪麗亞 (亞利桑那州)
聖瑪麗亞（英語：Santa Maria）是位於美國亞利桑那州馬里科帕縣的一個非建制地區。該地的面積和人口皆未知。

## 地理
聖瑪麗亞的座標為33°25′22″N 112°12′15″W / 33.42278°N 112.20417°W，而該地的平均海拔高度為311米（即1020英尺）。